# 2. Bundesliga de 2019–20
A 2. Bundesliga de 2019–20 foi a 46º edição da Segunda Divisão da Alemanha. O campeonato começou em 26 de julho de 2019 e terminou em 11 de julho de 2020.
O Arminia Bielefeld sagrou-se campeão dessa edição ao vencer o Darmstadt 98 em casa por 1–0, pela 32º rodada.

## Sistema de competição
Participam da 2. Bundesliga 18 clubes que, seguindo um calendário estabelecido por sorteio, se enfrentam entre si em duas partidas de ida e volta. O vencedor de cada partida conquista três pontos, enquanto o empate um ponto e a derrota, zero pontos.
Ao final da temporada, os dois primeiros colocados se classificarão à 1. Bundesliga, e o terceiro colocado disputará sua promoção com o 16º colocado da 1. Bundesliga. Os dois últimos serão rebaixados à 3. Liga e o 16º colocado disputará sua permanência com o terceiro colocado da 3. Liga.

## Equipes

### Mudança de times
| Pos | Promovidos à 1. Bundesliga |
| --- | -------------------------- |
| 1º  | Köln                       |
| 2º  | Paderborn                  |
| 3º  | Union Berlin (Play-offs)   |

| Pos | Rebaixados da 1. Budesliga |
| --- | -------------------------- |
| 16º | Stuttgart (Play-offs)      |
| 17º | Hannover 96                |
| 18º | Nürnberg                   |

| Pos | Promovidos da 3. Liga       |
| --- | --------------------------- |
| 1º  | Osnabrück                   |
| 2º  | Karlsruher                  |
| 3º  | Wehen Wiesbaden (Play-offs) |

| Pos | Rebaixados à 3. Liga   |
| --- | ---------------------- |
| 16º | Ingolstadt (Play-offs) |
| 17º | Magdeburg              |
| 18º | Duisburg               |

### Clubes participantes
| Equipe            | Cidade     | Treinador            | Capitão            | Estádio                        | Capacidade |
| ----------------- | ---------- | -------------------- | ------------------ | ------------------------------ | ---------- |
| Arminia Bielefeld | Bielefeld  | Uwe Neuhaus          | Fabian Klos        | Schüco Arena                   | 27.300     |
| Bochum            | Bochum     | Thomas Reis          | Anthony Losilla    | Ruhrstadion                    | 29.299     |
| Darmstadt 98      | Darmstadt  | Dimitrios Grammozis  | Fabian Holland     | Merck-Stadion am Böllenfalltor | 17.000     |
| Dynamo Dresden    | Dresden    | Markus Kauczinski    | Marco Hartmann     | DDV-Stadion                    | 32.066     |
| Erzgebirge Aue    | Aue        | Dirk Schuster        | Martin Männel      | Sparkassen-Erzgebirgsstadion   | 15.711     |
| Greuther Fürth    | Fürth      | Stefan Leitl         | Marco Caligiuri    | Sportpark Ronhof Thomas Sommer | 18.500     |
| Hamburgo          | Hamburgo   | Dieter Hecking       | Aaron Hunt         | Volksparkstadion               | 57.000     |
| Hannover 96       | Hannover   | Kenan Kocak          | Marvin Bakalorz    | HDI-Arena                      | 49.200     |
| Heidenheim        | Heidenheim | Frank Schmidt        | Marc Schnatterer   | Voith-Arena                    | 15.000     |
| Holstein Kiel     | Kiel       | Ole Werner           | Hauke Wahl         | Holstein-Stadion               | 15.034     |
| Jahn Regensburg   | Ratisbona  | Mersad Selimbegović  | Marco Grüttner     | Continental Arena              | 15.224     |
| Karlsruher        | Karlsruhe  | Christian Eichner    | David Pisot        | Wildparkstadion                | 29.699     |
| Nürnberg          | Nuremberga | Michael Wiesinger    | Hanno Behrens      | Max-Morlock-Stadion            | 49.923     |
| Osnabrück         | Osnabruque | Daniel Thioune       | Marc Heider        | Stadion an der Bremer Brücke   | 16.667     |
| Sandhausen        | Sandhausen | Uwe Koschinat        | Dennis Diekmeier   | BWT-Stadion am Hardtwald       | 15.414     |
| St. Pauli         | Hamburgo   | Jos Luhukay          | Christopher Avevor | Millerntor-Stadion             | 29.546     |
| Stuttgart         | Estugarda  | Pellegrino Matarazzo | Marc-Oliver Kempf  | Mercedes-Benz Arena            | 60.449     |
| Wehen Wiesbaden   | Wiesbaden  | Rüdiger Rehm         | Sebastian Mrowca   | BRITA-Arena                    | 12.250     |

## Classificação
Atualizado em 28 de junho de 2020.
| Pos | Equipes           | Pts | J  | V  | E  | D  | GM | GS | SG  | Classificação ou rebaixamento             |
| --- | ----------------- | --- | -- | -- | -- | -- | -- | -- | --- | ----------------------------------------- |
| 1   | Arminia Bielefeld | 68  | 34 | 18 | 14 | 2  | 65 | 30 | +35 | Promoção à Bundesliga de 2020–21          |
| 2   | Stuttgart         | 58  | 34 | 17 | 7  | 10 | 62 | 41 | +21 | Promoção à Bundesliga de 2020–21          |
| 3   | Heidenheim        | 55  | 34 | 15 | 10 | 9  | 45 | 36 | +9  | Play-off da Promoção                      |
| 4   | Hamburgo          | 54  | 34 | 14 | 12 | 8  | 62 | 46 | +16 |                                           |
| 5   | Darmstadt 98      | 52  | 34 | 13 | 13 | 8  | 48 | 43 | +5  |                                           |
| 6   | Hannover 96       | 48  | 34 | 13 | 9  | 12 | 54 | 49 | +5  |                                           |
| 7   | Erzgebirge Aue    | 47  | 34 | 13 | 8  | 13 | 46 | 48 | –2  |                                           |
| 8   | Bochum            | 46  | 34 | 11 | 13 | 10 | 53 | 51 | +2  |                                           |
| 9   | Greuther Fürth    | 44  | 34 | 11 | 11 | 12 | 46 | 45 | +1  |                                           |
| 10  | Sandhausen        | 43  | 34 | 10 | 13 | 11 | 44 | 46 | –2  |                                           |
| 11  | Holstein Kiel     | 43  | 34 | 11 | 10 | 13 | 53 | 56 | –3  |                                           |
| 12  | Jahn Regensburg   | 43  | 34 | 11 | 10 | 13 | 50 | 56 | –6  |                                           |
| 13  | Osnabrück         | 40  | 34 | 9  | 13 | 12 | 46 | 48 | –2  |                                           |
| 14  | St. Pauli         | 39  | 34 | 9  | 12 | 13 | 41 | 50 | –9  |                                           |
| 15  | Karlsruher        | 37  | 34 | 8  | 13 | 13 | 45 | 56 | –11 |                                           |
| 16  | Nürnberg          | 37  | 34 | 8  | 13 | 13 | 45 | 58 | –13 | Play-off do Rebaixamento                  |
| 17  | Wehen Wiesbaden   | 34  | 34 | 9  | 7  | 18 | 45 | 65 | –20 | Zona de rebaixamento à 3. Liga de 2020–21 |
| 18  | Dynamo Dresden    | 32  | 34 | 8  | 8  | 18 | 32 | 58 | –26 | Zona de rebaixamento à 3. Liga de 2020–21 |

### Confrontos
|                   | ARB | BOC | DAR | DYD | ERA | GRF | HAM | HAN | HEI | HOK | JAR | KAR | NÜR | OSN | SAN | STP | STU | WIE |
| ----------------- | --- | --- | --- | --- | --- | --- | --- | --- | --- | --- | --- | --- | --- | --- | --- | --- | --- | --- |
| Arminia Bielefeld | —   | 2–0 | 1–0 | 4–0 | 3–1 | 2–2 | 1–1 | 1–0 | 3–0 | 2–1 | 6–0 | 2–2 | 1–1 | 1–1 | 1–1 | 1–1 | 0–1 | 1–0 |
| Bochum            | 3–3 | —   | 2–2 | 2–2 | 2–0 | 2–2 | 1–3 | 2–1 | 3–0 | 2–1 | 2–3 | 3–3 | 3–1 | 1–1 | 4–4 | 2–0 | 0–1 | 3–3 |
| Darmstadt 98      | 1–3 | 0–0 | —   | 0–0 | 1–0 | 1–1 | 2–2 | 3–2 | 2–0 | 2–0 | 2–2 | 1–1 | 3–3 | 2–2 | 1–0 | 4–0 | 1–1 | 3–1 |
| Dynamo Dresden    | 0–1 | 1–2 | 2–3 | —   | 2–1 | 1–1 | 0–1 | 0–2 | 2–1 | 1–2 | 2–1 | 1–0 | 0–1 | 2–2 | 1–1 | 3–3 | 0–2 | 1–0 |
| Erzgebirge Aue    | 0–0 | 1–2 | 1–3 | 4–1 | —   | 3–1 | 3–0 | 2–1 | 1–1 | 1–2 | 1–0 | 1–0 | 4–3 | 1–0 | 3–1 | 3–1 | 0–0 | 3–2 |
| Greuther Fürth    | 2–4 | 3–1 | 3–1 | 2–0 | 0–2 | —   | 2–2 | 1–3 | 0–0 | 0–3 | 1–0 | 1–2 | 0–0 | 0–2 | 1–2 | 3–0 | 2–0 | 2–1 |
| Hamburgo          | 0–0 | 1–0 | 1–1 | 2–1 | 4–0 | 2–0 | —   | 3–0 | 0–1 | 3–3 | 2–1 | 2–0 | 4–1 | 1–1 | 1–5 | 0–2 | 6–2 | 3–2 |
| Hannover 96       | 0–2 | 2–0 | 1–2 | 3–0 | 3–2 | 1–1 | 1–1 | —   | 2–1 | 3–1 | 1–1 | 1–1 | 0–4 | 0–0 | 1–1 | 4–0 | 2–2 | 2–2 |
| Heidenheim        | 0–0 | 2–3 | 1–0 | 0–0 | 3–0 | 1–0 | 2–1 | 4–0 | —   | 3–0 | 4–1 | 3–1 | 2–2 | 3–1 | 0–2 | 1–0 | 2–2 | 1–0 |
| Holstein Kiel     | 1–2 | 2–1 | 1–1 | 2–0 | 1–1 | 1–1 | 1–1 | 1–2 | 0–1 | —   | 1–2 | 2–1 | 1–1 | 2–4 | 1–1 | 2–1 | 3–2 | 1–2 |
| Jahn Regensburg   | 1–3 | 3–1 | 3–0 | 1–2 | 1–2 | 0–2 | 2–2 | 1–0 | 3–1 | 2–2 | —   | 2–1 | 2–2 | 3–3 | 1–0 | 1–0 | 2–3 | 1–0 |
| Karlsruher        | 3–3 | 0–0 | 2–0 | 4–2 | 1–1 | 1–5 | 2–4 | 3–3 | 1–1 | 0–2 | 4–1 | —   | 0–1 | 1–1 | 1–0 | 1–1 | 2–1 | 0–1 |
| Nürnberg          | 1–5 | 0–0 | 1–2 | 2–0 | 1–1 | 0–1 | 0–4 | 0–3 | 2–2 | 2–2 | 1–1 | 1–1 | —   | 1–0 | 2–0 | 1–1 | 0–6 | 0–2 |
| Osnabrück         | 0–1 | 0–2 | 4–0 | 3–0 | 0–0 | 0–0 | 2–1 | 2–4 | 1–3 | 4–1 | 2–2 | 3–0 | 0–1 | —   | 1–3 | 1–1 | 1–0 | 2–6 |
| Sandhausen        | 0–0 | 1–1 | 1–0 | 0–1 | 2–2 | 3–2 | 1–1 | 3–1 | 0–1 | 2–2 | 0–0 | 0–2 | 3–2 | 0–1 | —   | 2–2 | 2–1 | 0–0 |
| St. Pauli         | 3–0 | 1–1 | 0–1 | 0–0 | 2–1 | 1–3 | 2–0 | 0–1 | 0–0 | 2–1 | 1–1 | 2–2 | 1–0 | 3–1 | 2–0 | —   | 1–1 | 3–1 |
| Stuttgart         | 1–1 | 2–1 | 1–3 | 3–1 | 3–0 | 2–0 | 3–2 | 2–1 | 3–0 | 0–1 | 2–0 | 3–0 | 3–1 | 0–0 | 5–1 | 2–1 | —   | 1–2 |
| Wehen Wiesbaden   | 2–5 | 0–1 | 0–0 | 2–3 | 1–0 | 1–1 | 1–1 | 0–3 | 0–0 | 3–6 | 0–5 | 1–2 | 0–6 | 2–0 | 0–1 | 5–3 | 2–1 | —   |

| Vitória do mandante; Vitória do visitante; Empate. |

## Desempenho
Clubes que lideraram o campeonato ao final de cada rodada:
| Rodadas | Rodadas | Rodadas | Rodadas | Rodadas | Rodadas | Rodadas | Rodadas | Rodadas | Rodadas | Rodadas | Rodadas | Rodadas | Rodadas | Rodadas | Rodadas | Rodadas | Rodadas | Rodadas | Rodadas | Rodadas | Rodadas | Rodadas | Rodadas | Rodadas | Rodadas | Rodadas | Rodadas | Rodadas | Rodadas | Rodadas | Rodadas | Rodadas | Rodadas |
| ------- | ------- | ------- | ------- | ------- | ------- | ------- | ------- | ------- | ------- | ------- | ------- | ------- | ------- | ------- | ------- | ------- | ------- | ------- | ------- | ------- | ------- | ------- | ------- | ------- | ------- | ------- | ------- | ------- | ------- | ------- | ------- | ------- | ------- |
| 1       | 2       | 3       | 4       | 5       | 6       | 7       | 8       | 9       | 10      | 11      | 12      | 13      | 14      | 15      | 16      | 17      | 18      | 19      | 20      | 21      | 22      | 23      | 24      | 25      | 26      | 27      | 28      | 29      | 30      | 31      | 32      | 33      | 34      |
| HEI     | KAR     | HAM     | HAM     | HAM     | STU     | STU     | STU     | HAM     | HAM     | HAM     | HAM     | ARB     | HAM     | ARB     | ARB     | ARB     | ARB     | ARB     | ARB     | ARB     | ARB     | ARB     | ARB     | ARB     | ARB     | ARB     | ARB     | ARB     | ARB     | ARB     | ARB     | ARB     | ARB     |

Clubes que ficaram na última posição do campeonato ao final de cada rodada:
| Rodadas | Rodadas | Rodadas | Rodadas | Rodadas | Rodadas | Rodadas | Rodadas | Rodadas | Rodadas | Rodadas | Rodadas | Rodadas | Rodadas | Rodadas | Rodadas | Rodadas | Rodadas | Rodadas | Rodadas | Rodadas | Rodadas | Rodadas | Rodadas | Rodadas | Rodadas | Rodadas | Rodadas | Rodadas | Rodadas | Rodadas | Rodadas | Rodadas | Rodadas |
| ------- | ------- | ------- | ------- | ------- | ------- | ------- | ------- | ------- | ------- | ------- | ------- | ------- | ------- | ------- | ------- | ------- | ------- | ------- | ------- | ------- | ------- | ------- | ------- | ------- | ------- | ------- | ------- | ------- | ------- | ------- | ------- | ------- | ------- |
| 1       | 2       | 3       | 4       | 5       | 6       | 7       | 8       | 9       | 10      | 11      | 12      | 13      | 14      | 15      | 16      | 17      | 18      | 19      | 20      | 21      | 22      | 23      | 24      | 25      | 26      | 27      | 28      | 29      | 30      | 31      | 32      | 33      | 34      |
| GRF     | DYD     | WIE     | WIE     | WIE     | WIE     | WIE     | WIE     | WIE     | WIE     | WIE     | DYD     | WIE     | WIE     | DYD     | DYD     | DYD     | DYD     | DYD     | DYD     | DYD     | DYD     | DYD     | DYD     | DYD     | DYD     | DYD     | DYD     | DYD     | DYD     | DYD     | DYD     | DYD     | DYD     |

## Play-offs

### Play-off de promoção
Partida realizada entre o décimo sexto colocado da Bundesliga (Werder Bremen) e o terceiro colocado da 2. Bundesliga (Heidenheim).

#### Jogo de ida
| 2 de julho de 2020 | Werder Bremen | 0 – 0     | Heidenheim | Weserstadion, Bremen                 |
| 20:30 (UTC+2)      |               | Relatório |            | Público: 0 Árbitro: ALE Felix Zwayer |

#### Jogo de volta
| 6 de julho de 2020 | Heidenheim                    | 2 – 2     | Werder Bremen                             | Voith-Arena, Heidenheim             |
| 20:30 (UTC+2)      | Kleindienst 85', 90+7' (pen.) | Relatório | Theuerkauf 3' (g.c.) · Augustinsson 90+4' | Público: 0 Árbitro: ALE Felix Brych |

2–2 no placar agregado. O Werder Bremen venceu pelos gols fora e, portanto, ambos os clubes permanecem em suas respectivas ligas.

### Play-off do rebaixamento
Partida realizada entre o décimo sexto colocado da 2. Bundesliga (Nürnberg) e o terceiro colocado da 3. Fußball-Liga (Ingolstadt).

#### Jogo de ida
| 7 de julho de 2020 | Nürnberg            | 2 – 0     | Ingolstadt | Max-Morlock-Stadion, Nuremberga          |
| 18:15 (UTC+2)      | Nürnberger 22', 45' | Relatório |            | Público: 0 Árbitro: ALE Sascha Stegemann |

#### Jogo de volta
| 11 de julho de 2020 | Ingolstadt                              | 3 – 1     | Nürnberg          | Audi-Sportpark, Ingolstadt                |
| 18:15 (UTC+2)       | Kutschke 53' · Schröck 62' · Krauße 66' | Relatório | Schleusener 90+6' | Público: 0 Árbitro: ALE Christian Dingert |

3–3 no placar agregado. O Nürnberg venceu pelos gols fora e, portanto, ambos os clubes permanecem em suas respectivas ligas.

## Estatísticas
| Pos. | Jogador              | Equipe            | Gols |
| ---- | -------------------- | ----------------- | ---- |
| 1    | Fabian Klos          | Arminia Bielefeld | 21   |
| 2    | Manuel Schäffler     | Wehen Wiesbaden   | 19   |
| 3    | Philipp Hofmann      | Karlsruher        | 17   |
| 4    | Serdar Dursun        | Darmstadt 98      | 16   |
| 5    | Marvin Ducksch       | Hannover 96       | 15   |
| 6    | Kevin Behrens        | Sandhausen        | 14   |
| 6    | Nicolás González     | Stuttgart         | 14   |
| 6    | Tim Kleindienst      | Heidenheim        | 14   |
| 9    | Marcos Álvarez       | Osnabrück         | 13   |
| 9    | Silvère Ganvoula     | Bochum            | 13   |
| 11   | Andreas Voglsammer   | Arminia Bielefeld | 12   |
| 12   | Dimitris Diamantakos | St. Pauli         | 11   |
| 12   | Sonny Kittel         | Hamburgo          | 11   |
| 12   | Henk Veerman         | St. Pauli         | 11   |

| Pos. | Jogador         | Equipe            | Ass. |
| ---- | --------------- | ----------------- | ---- |
| 1    | Marcel Hartel   | Arminia Bielefeld | 11   |
| 1    | Tim Leibold     | Hamburgo          | 11   |
| 1    | Marvin Wanitzek | Karlsruher        | 11   |
| 4    | Johannes Geis   | Nürnberg          | 10   |
| 5    | Stefan Aigner   | Wehen Wiesbaden   | 8    |
| 5    | Danny Blum      | Bochum            | 8    |
| 7    | Mats Dæhli      | St. Pauli         | 7    |
| 7    | Fabian Klos     | Arminia Bielefeld | 7    |
| 7    | Florian Krüger  | Erzgebirge Aue    | 7    |
| 7    | Marc Lorenz     | Karlsruher        | 7    |
| 7    | Salih Özcan     | Holstein Kiel     | 7    |

### Hat-tricks
Atualizado em 28 de junho de 2020
| Jogador          | Para            | Contra            | Resultado | Data                 | Ref.   |
| ---------------- | --------------- | ----------------- | --------- | -------------------- | ------ |
| Marco Grüttner   | Jahn Regensburg | Wehen Wiesbaden   | 5–0       | 31 de agosto de 2019 | [ 5 ]  |
| Danny Blum       | Bochum          | Sandhausen        | 4–4       | 1 de março de 2020   | [ 6 ]  |
| Manuel Schäffler | Wehen Wiesbaden | Osnabrück         | 6–2       | 6 de março de 2020   | [ 7 ]  |
| Robin Hack       | Nürnberg        | Wehen Wiesbaden   | 6–0       | 16 de junho de 2020  | [ 8 ]  |
| Philipp Hofmann  | Karlsruher      | Arminia Bielefeld | 3–3       | 21 de junho de 2020  | [ 9 ]  |
| Phillip Tietz    | Wehen Wiesbaden | St. Pauli         | 5–3       | 28 de junho de 2020  | [ 10 ] |